# Барбакадзе, Давид
Давид Барбакадзе (груз. დავით ბარბაქაძე; род. 8 февраля 1990 года, Тбилиси) — грузинский профессиональный регбист, играющий на позиции столба за российскую команду «Булава».

## Биография
Регби начал заниматься в 2000 году в академии «Кочеби», плавно перешёл в главную команду и стал чемпионом в 2007 году. В 2008 году уехал в Италию, выступал за «Фиренце». В 2010 переехал в Ирландию («Белфаст Харлекуинс»). В 2012 возвращается на Родину, в один из лидеров грузинского регби - «Лело», затем выступал за «Джики» и «Армиа». В 2018 году подписал контракт с российским клубом «Булава».
Последовательно выступал за молодёжные и юношеские сборные Грузии. Чемпион Европы среди 19-ти летних.